# A1 (автомагистраль, Албания)

Автострада A1 (алб. Autostradë A1), также известная как шоссе Дуррес-Косово — одна из основных автомагистралей Албании. Она соединяет главные транспортные и экономические центры страны Дуррес и Тирану с Косово. Шоссе ведёт от города-порта Дуррес через Вору и Милот, пересекает северо-албанские горы, далее через Кукес и Морину идёт к косовской границе. В Косове продолжением этой автострады является автомагистраль R7. Из-за важности для албанцев по обе стороны границы, автостраду A1 также называют Rruga e Kombit (Улица нации).

## Состояние трассы

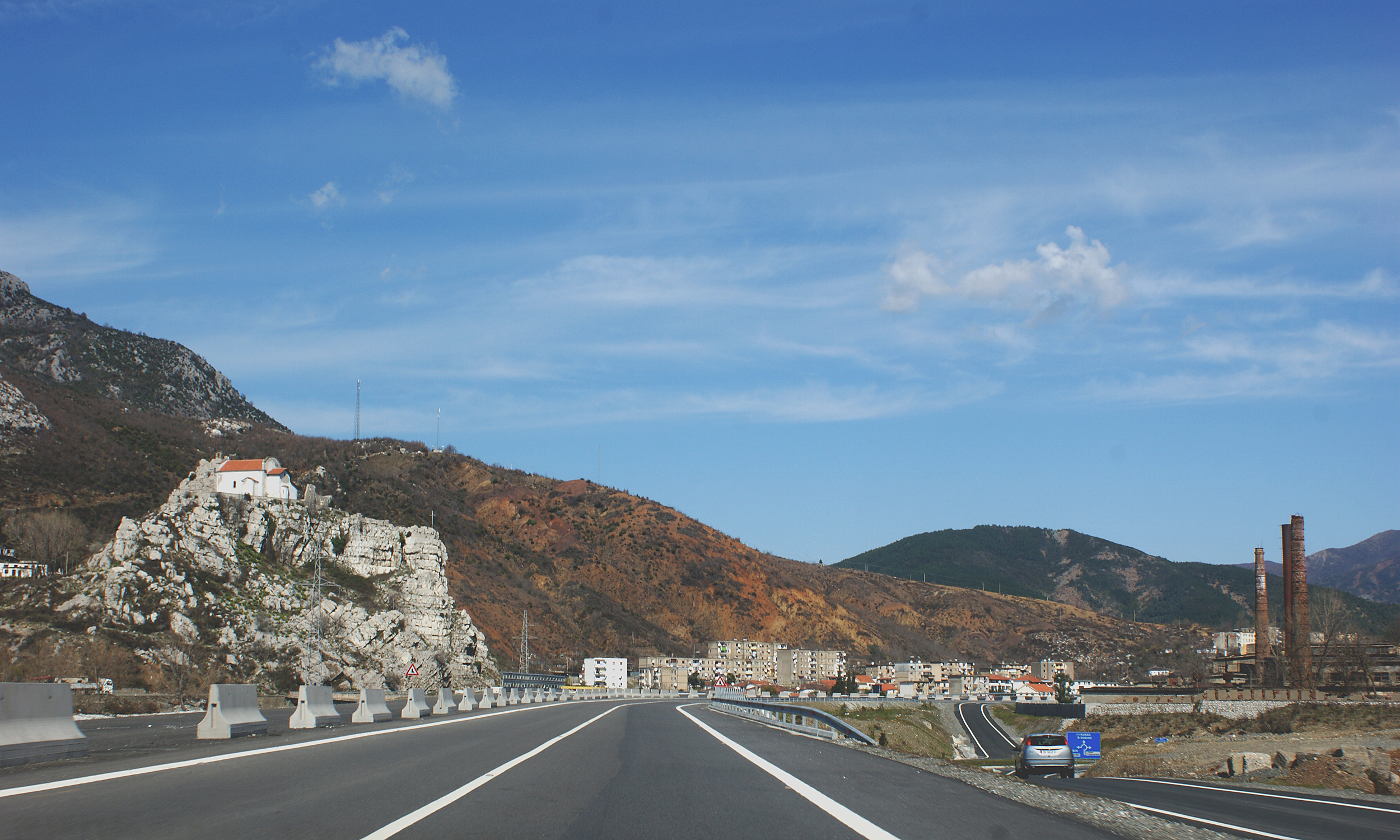
Часть шоссе без центрального отбойника у Рубика

Строительные работы на участке Решени — Калимаш начались в октябре 2006 года и были полностью завершены 15 мая 2010 года. Однако официально этот участок дороги был торжественно открыт для движения уже в июне 2009 года в присутствии албанского премьер-министра Сали Бериши и его косовского коллеги Хашима Тачи. Тоннель Калимаш, у которого тогда была открыта только одна половина, пришлось вскоре снова закрыть для завершения строительных работ. В октябре 2010 года была введена в эксплуатацию и вторая половина тоннеля. На участке от Милота до Решени словенская строительная компания проложила шоссе, имеющее только по одной полосе для движения в каждом направлении.
Завершено строительство четырёхполосного участка от Калимаша до албанско-косовской границы (около 30 км). Крупные мосты, однако, не везде имеют такую же ширину. В 2013 году начались работы по расширению мостов до четырех полос.

## Указатели
Хотя A1 официально включает также маршруты SH1, SH2 и SH52 эти участки не везде обозначены как A1. Обозначения A1 имеются пока только на новой четырёхполосной трассе между Решени и Кукесом и на вновь построенном четырёхполосном участке SH1 между Тхуманой и Милотом.

## Строительство

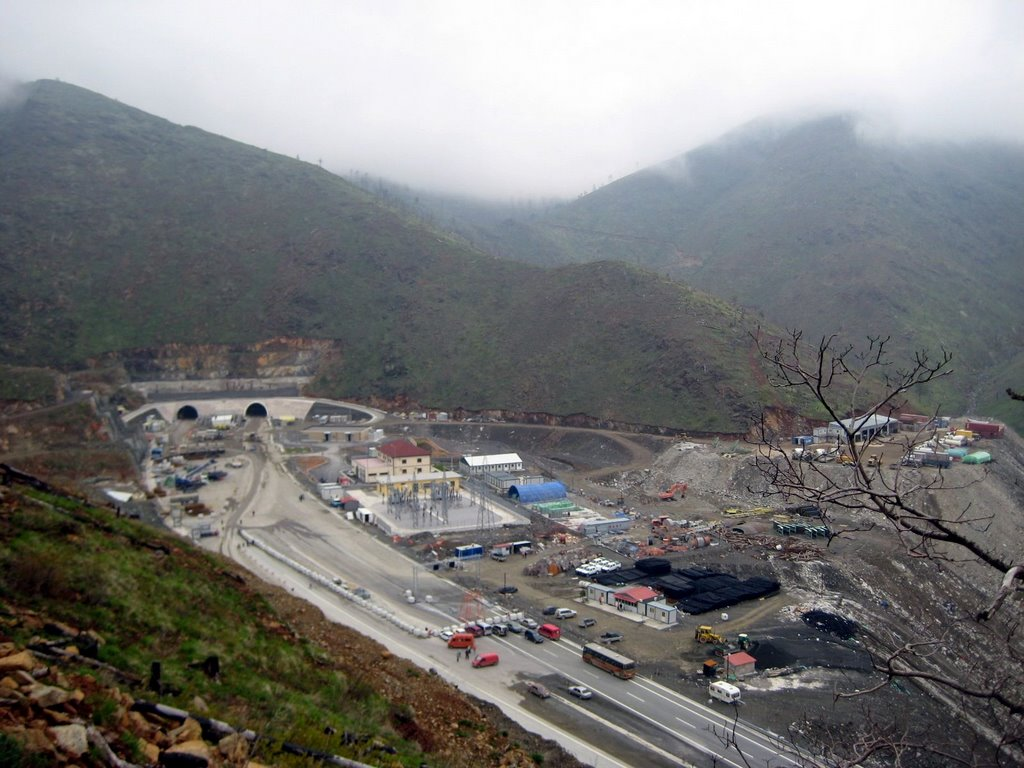
Портал тоннеля Калимаш до открытия (апрель 2010)

Строительство автострады A1 через гористую Северную Албанию было сложной задачей. Только отрезок длиной 60,856 км Решени — Калимаш, построенный американо-турецким совместным предприятием Bechtel & Enka (BEJV), обошёлся более чем в миллиард долларов. На сегодняшний день это самый дорогой инфраструктурный проект в Албании. На этом участке были построены 27 мостов и виадуков, а также тоннель Калимаш длиной 5,65 км через горы Северной Албании. На участке между Кукесом и косовской границей также было необходимо построить множество сооружений.
Несмотря на высокую стоимость, правительство рассматривало проект этой автодороги как приоритетный, поскольку она поможет развитию рынка сбыта в Косово и улучшит доступ из Косова к портам на Адриатике — особенно Шенгини и Дуррес. Кроме того, значительная часть туристов приезжает в Албанию из Косова. Эта трасса также может быть соединена с Панъевропейским транспортным коридором Х через Приштину и Лесковац в Сербии. Однако из-за политической ситуацией между Сербией и Республикой Косово этот проект является малореалистичным.